# 天主教西诺普教区
天主教西諾普教區（拉丁語：Dioecesis Sinopensis），是巴西一個天主教教區，位於馬托格羅索州北部，附屬於庫亞巴總教區。
教區於1982年2月6日，自迪亞曼蒂納總教區劃分出轄區而成立。2004年有教友473,000人，佔總人口89.2%。有廿七個堂區、司鐸四十五人。現任教區主教為讓蒂·德拉扎里。